# Макклой, Джон
Джон Макклой (англ. John Jay McCloy; 31 марта 1895, Филадельфия, Пенсильвания — 11 марта 1989, Стамфорд, Коннектикут) — американский государственный деятель и бизнесмен.
Окончил Гарвардский университет (бакалавр права, 1921).
С апреля 1941 года по ноябрь 1945 года — помощник министра обороны США. В качестве представителя Военного министерства был одним из координаторов осуществления программы ленд-лиза.
В 1947—1949 годах — президент Международного банка реконструкции и развития (Всемирный банк).
В 1949—1951 годах — верховный комиссар Американской зоны оккупации Германии.
В 1953—1960 годах — председатель совета директоров рокфеллеровского «Чейз Манхэттен банк» (Chase Manhattan Bank).
В 1958—1965 годах — председатель Фонда Форда.
В 1954—1970 годах — председатель Совета по международным отношениям.
С 1961 по 1974 год возглавлял делегации США на переговорах с СССР по разоружению. В июле 1961 года, во время переговоров по разоружению в Москве, выезжал в Пицунду для встречи с Н. С. Хрущёвым, который использовал эту встречу, в частности, для того, чтобы довести до сведения администрации США и президента Дж. Кеннеди информацию о своей готовности подписать мирный договор с ГДР. Сославшись на сделанное незадолго до этого американским президентом жесткое заявление, Хрущев заявил Макклою, что, если США начнут войну против СССР, «Кеннеди будет, видимо, последним американским президентом». Макклой дипломатично обратил внимание Хрущева на то, что президент США говорил не только о войне, но и о переговорах.
Награды: Президентская медаль Свободы (1963) и др.